# توماس غودارد
توماس غودارد (بالإنجليزية: Thomas Goddard؛ بالبولندية: Thomas Goddard) هو محامي ومحامي بولندي ونيوزيلندي، ولد في 20 مايو 1937 في وارسو في بولندا، وتوفي في 14 مارس 2019 في ويلينغتون في نيوزيلندا.